# Župnija Ljubljana - Moste
Župnija Ljubljana - Moste je rimskokatoliška teritorialna župnija dekanije Ljubljana - Moste nadškofije Ljubljana.